# Grand Pardon de Rocamadour

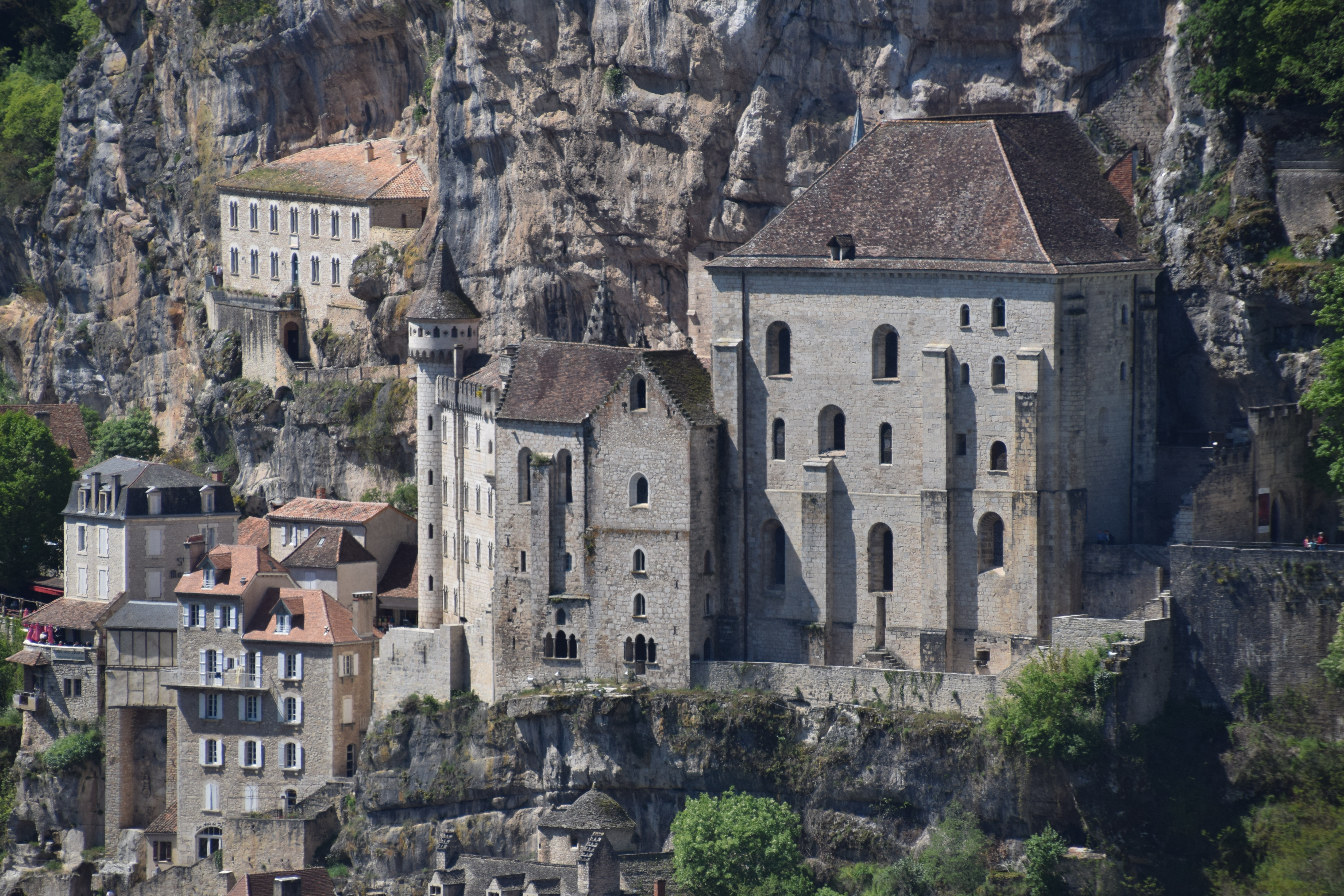
Titre :
Grand Pardon de Rocamadour
Création :
1428
Demandeurs :
Charles VII (roi de France) et Marie d'Anjou (reine)
Approbation :
pape Martin V (bulle datée du 1er novembre 1427)
Lieu :
sanctuaire Notre-Dame de Rocamadour
Célébrant :
évêque de Cahors
Dernières célébrations :
1943 (selon le calendrier)
2013 (supplémentaire, approuvée par Benoît XVI)
Prochaine célébration :
2083 (selon le calendrier)

Le Grand Pardon de Rocamadour est une tradition du jubilé, toujours gardée depuis 1428 au sanctuaire de Rocamadour. Présidé par l'évêque de Cahors, cet événement religieux et pontifical propose et recommande aux fidèles catholiques une indulgence exceptionnelle, à condition qu'ils y assistent à une messe, avec deux sacrements, confession et communion, lors d'une année sainte particulière, tout comme le jubilé du Puy-en-Velay.
Le droit d'indulgence est accordé à l'évêque par le pape, lorsque la fête de saint Jean Le Baptiste, le 24 juin, coïncide avec la Fête-Dieu, à savoir un jeudi soixante jours après Pâques. Donc, le Grand Pardon de Rocamadour a lieu, dans l'année où Pâques sont célébrées le 25 avril. Cette date est non seulement le dernier jour possible en tant que Pâques (on ne célébra jamais celles-ci le 26 avril, puisque la phase lunaire ne dure que 29,53 jours environ) mais également très rare dans le calendrier liturgique de l'Église,. Cette coïncidence des deux fêtes importantes est, d'où, considérée comme une grâce exceptionnelle.
Le souverain pontifie peut créer l'année supplémentaire, en cas de nécessité. En 2000 et 2013, des évêques de Cahors présidèrent le Grand Pardon, en cette manière.
Au contraire du jubilé du Puy, le sanctuaire garde historiquement ainsi que toujours la dénomination Grand Pardon, en évitant l'emploi du terme jubilé. L'origine du jubilé, lutter contre l'armée anglaise et restaurer la monarchie française lors de la guerre de Cent Ans, peut expliquer la préférence de ce terme français.

## Histoire

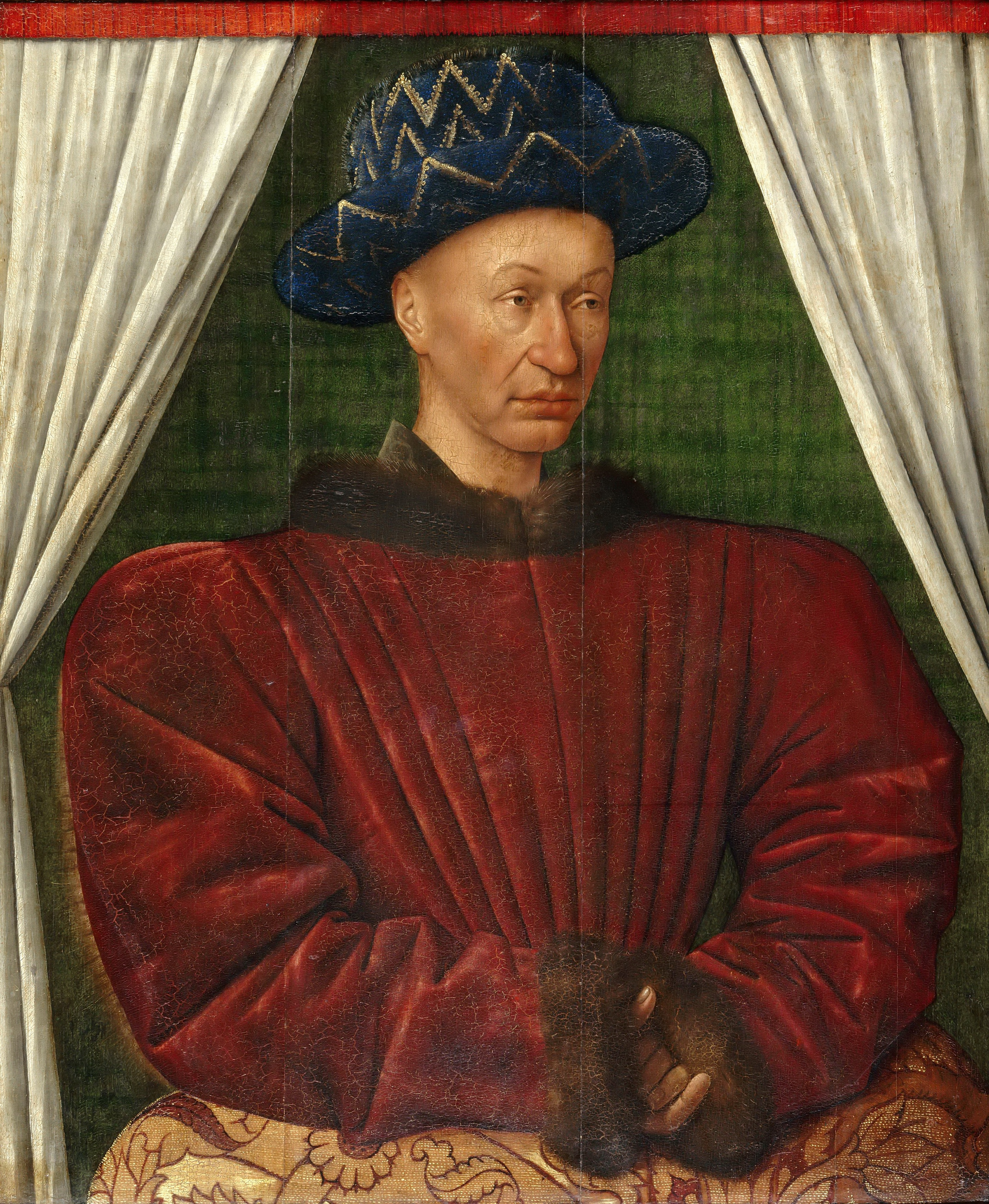

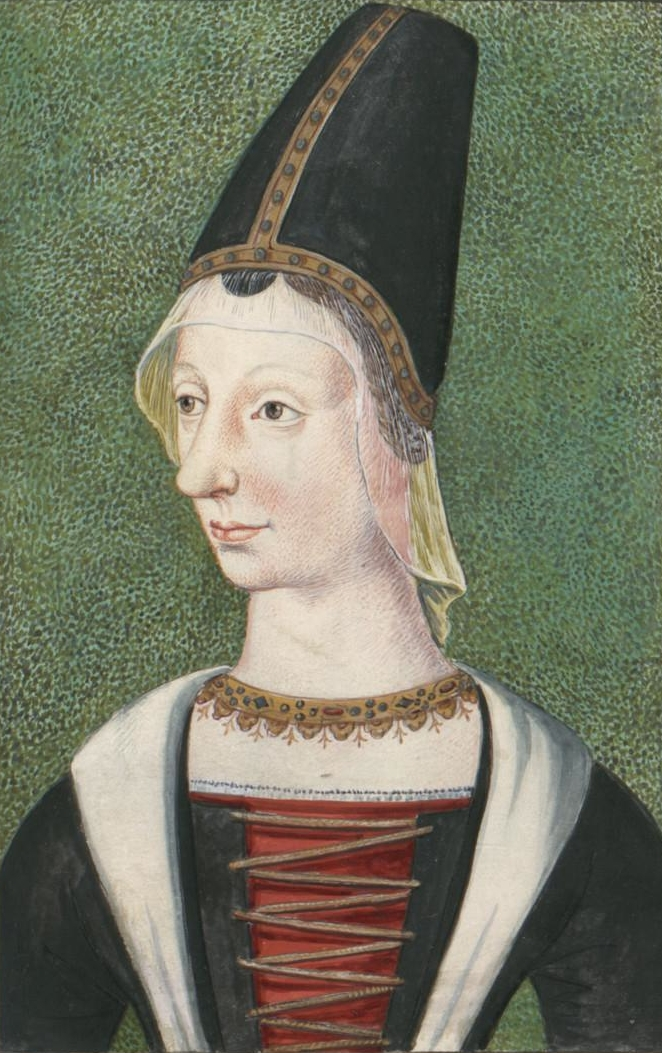
Martinus servus servorum Dei,...
Cum itaque, sicut carissimi in Christo filii, Caroli regis ac carissime in Christo filie, Marie regine Francie... (bulle de Martin V, expédiée à Rome du 1er novembre 1427 à Charles VII et à Marie d'Anjou, son épouse).

En 1407 et 1418, le jubilé du Puy-en-Velay rassemblait un grand de nombre de pèlerinages. En effet, le peuple redoutait la fin du monde, à la suite de la guerre de Cent Ans, de la peste noire, de la famine. Le pessimisme dominait également à la cour de France. D'une part, Charles VII, souvent appelé petit roi de Bourges, perdait la plupart des terrains royaux. D'autre part, celui-ci ne pouvait pas être sacré à Reims. Cela suffisait de sorte que l'on conteste sa légitimité. Le Grand Pardon de Rocamadour fut fondé, dans ces circonstances difficiles.
En 1427, le roi Charles VII sollicita le Saint-Siège et tous ceux qui étaient concernés, en exprimant la dévotion la plus profonde de celui-ci et de son épouse Marie d'Anjou en faveur de Notre Dame, sainte patronne du royaume de France,. Plus précisément, celui-ci souhaitait une prorogation du jubilé du Puy, prévu en 1429, ainsi qu'un jubilé exceptionnel consacré à Notre Dame de Rocamadour. Certes, à cette époque-là, de nombreux villages près de Cahors étaient occupés par les Anglais. Toutefois, au moins en 1047, le privilège d'indulgence avait déjà été attribué par le pape Clément II. Puis, en 1399, malgré cette guerre, le pèlerinage vers Rocamadour était respecté par les deux armées, les Français et les Anglais,. Donc, le choix de ce sanctuaire était raisonnable.
En expédiant son approbation dans la même année, le Saint-Siège admettait sa raison : « parce que les miracles opérés dans ce sanctuaire et les foules nombreuses qui s'y pressent le méritent. »
Le premier Grand Pardon de Rocamadour eut donc lieu en 1428, à Pâques pendant 55 jours. Comme le document officiel de Rome concernant le jubilé du Puy-en-Velay ne remonte qu'à 1441, celui-ci demeure le premier événement pontifical de cette catégorie tenu dans le royaume de France, certainement confirmé d'après un document du Saint-Siège.
À partir de ce Grand Pardon, qui n'était autre qu'un simple événement religieux pour les pèlerins, l'histoire de France connut un immense bouleversement. L'année suivante, le jubilé du Puy ne restait plus de jubilé pour Sainte Vierge. Celui-ci se distinguait par un enthousiasme considérable, avec la participation d'Isabelle Rommée, mère de Jeanne d'Arc et venue à la place de sa fille, ainsi que de Jean de Metz, de Bertrand de Poulengy, dorénavant principaux compagnons de Jeanne.
Initialement conçu comme jubilé exceptionnel, le Grand Pardon devint jubilé régulier, pareillement célébré à Lyon. Mais, à partir de 1739, celui-ci devint moins important. Car, les papes accordaient désormais l'indulgence tous les sept ans pour sept ans, lors de deux fêtes de la Sainte Vierge, puis en faveur de plus de fêtes mariales. En outre, l'indulgence devint plénière en 1778,. À savoir, les fidèles pouvaient obtenir une indulgence entière, chaque année, lors de ces fêtes à Rocamadour. Il s'agirait d'une de principales raisons pour lesquelles, en 1886, le jubilé n'y eut pas lieu alors qu'à Lyon, la célébration était normale.
Au contraire, au XXIe siècle, deux jubilés supplémentaires sont tenus, selon l'intention du sanctuaire et du diocèse, avec une durée assez longue. La tradition s'y conserve vivement.

## Redécouverte de la bulle du pape Martin V
L'origine du Grand Pardon de Rocamadour est incontestable, avec le bref du pape Martin V expédié le 1er novembre 1427, dont les deux originaux sont conservés à Rome et en France.
Au sanctuaire, les archives religieuses de Rocamadour gardaient en dépit de destruction un fragment d'une bulle accordée par Martin V. Il s'agit d'extrait de quelques vieux parchemins, partiellement brûlés, vraisemblablement lors de l'attaque des protestants le 3 septembre 1592. Or, le document fut sauvé d'une destruction totale,. Ce document pontifical, mentionné fréquemment dans plusieurs sources, était bien entendu la réponse du souverain pontifie en faveur de la demande du roi et de la reine de France. Selon la bulle, Martin V accordait une indulgence de trois ans et de trois quarantaines aux fidèles qui visiteraient la sainte chapelle de Rocamadour, en faisant quelques aumônes. Il fallait que cette indulgence soit attribuée lors de douze principales fêtes, à savoir, de la Nativité, de la Circoncision de Jésus, de l'Épiphanie, de la Résurrection, de l'Ascension, de la Fête-Dieu, de la Pentecôte, de la Nativité de Sainte Vierge, de l'Annonciation, de la Purification, de saint Jean-Baptiste, ainsi que de saint Pierre et saint Paul.
Il est évident que les critères actuels n'étaient pas encore établis. Ceux-ci furent, d'abord, officialisés à Lyon, en 1451, et, à Rocamadour, il fallut attendre l'année 1546. Mais, certainement, les fêtes de la Fête-Dieu et de la Saint-Jean étaient mentionnées dans le bref de Martin V.
Fragment endommagé, encore fallait-il vérifier l'authenticité de ce document ainsi que connaître le texte intégral. Ce sont les raisons pour lesquelles Edmond Albe († 1926) n'hésita pas à demander au Saint-Siège de chercher ce qui le concernait. Avec le texte entier, la bulle fut finalement retrouvée par un célèbre sous-archiviste du Vatican, Mgr Pietro Wenzel, dans les registres de Martin V,,.
La plupart des œuvres anciennes sont à la base d'une traduction de la bulle restant à Rocamadour, publiée en 1631 par Odo de Gissey, historien jésuite de qualité, spécialiste du jubilé à l'époque. Nonobstant, après avoir reçu le texte entière du Vatican, Ernest Rupin signala en 1904 que les documents précédents ne sont pas corrects, car le texte avait été dénaturalisé.

## Liste du Grand Pardon

Postérité du premier Grand Pardon de Rocamadour : sacre du roi de France Charles VII à Reims, l'année suivante. Cela serait la raison pour laquelle le Grand Pardon fut définitivement établi dans le royaume de France. (Territoire considérablement rétabli en 1429, en comparaison de lors du jubilé de Rocamadour).

Alors que le Grand Pardon séculaire à la primatiale Saint-Jean de Lyon respectait strictement le calendrier (1451 - 1546 - 1666 - 1734 - 1886 - 1943, où Pâques étaient célébrées le 25 avril, sans exception), celui de Rocamadour est un peu différent, à savoir, concernant la première année et 1899, qui ne correspondaient pas au critère de calendrier. Dans l'article de La Croix du 2 février 1899, on précisait qu'à Rocamadour, le jubilé de l'année 1886 fut certainement repoussé.
Il est peu probable que la coutume remonte plus tôt en tant que liturgie locale, étant donné que la Fête-Dieu ne fut instituée qu'en 1264, par le pape Urbain IV. Entre cette année-là et 1428, il n'existait aucune célébration de Pâques au 25 avril.
Encore est-il à noter que l'on ne sait pas quel document pontifical définissait la date de jubilé, coïncidence de la fête de saint Jean Le Baptiste avec la Fête-Dieu. À la différence de la bulle de Martin V pour le premier, les archives du Vatican ne conservent aucune trace d'une autre bulle hypothétique.
| Année | Pâques         | Rocamadour       | Lyon (Saint-Jean) |
| ----- | -------------- | ---------------- | ----------------- |
| 1204  | 25 avril       | —                | —                 |
| 1428  | Grand Pardon I | —                |                   |
| 1451  | 25 avril       | —                | Grand Pardon I    |
| 1546  | 25 avril       | Grand Pardon II  | Grand Pardon II   |
| 1666  | 25 avril       | Grand Pardon III | Grand Pardon III  |
| 1734  | 25 avril       | Grand Pardon IV  | Grand Pardon IV   |
| 1886  | 25 avril       | —                | Grand Pardon V    |
| 1899  | 2 avril        | Grand Pardon V   | —                 |
| 1943  | 25 avril       | Grand Pardon VI  | Grand Pardon VI   |

- 1428 : du samedi Saint 3 avril jusqu'au 3e jour après la Pentecôte[gm 1], présidé par l'évêque Guillaume VI d'Arpajon[13]
Selon la chronique de Guyon de Maleville[14] écrit vers 1580, le premier Grand Pardon de Rocamadour eut lieu, la veille de Pâques, c'est-à-dire au samedi Saint. Il écrivait que la clôture fut célébrée le troisième jour après la Pentecôte[gm 1]. Donc, le jubilé dura 55 jours. Cette durée était exceptionnellement longue, car, à cette époque-là, le jubilé du Puy-en-Velay ne durait que 24 heures[15]. La certitude de ce jubilé est bien confirmée par un procès-verbal en langue vulgaire, écrit en 1428. Ce document renseignait qu'au début du jubilé, il y avait entre 20 000 et 30 000 pèlerins étrangers à Rocamadour[er 6].
- 1546 : au 24 juin (24 heures)[16] ?, présidé par l'évêque Paul de Carretto[13].
Il semble que plus de 20 000 pèlerins aient assisté à ce Grand Pardon[16]. Celui-ci était également mentionné dans la chronique de Maleville, selon laquelle un grand nombre de fidèles se composaient non seulement de Français mais aussi d'étrangers, de tous les âges et des deux sexes. Les pèlerins étaient tellement nombreux que l'instauration des tentes des cabaretiers transforma toutes les campagnes de Rocamadour en un grand camp. Les fidèles risquaient donc d'être étouffés dans la presse, quoique le document ne précisât pas le nombre de victimes[al 8].

- 1666 : du jeudi 24 juin au jeudi 1er juillet[al 9], présidé par l'évêque Nicolas Sevin[al 4],[13]

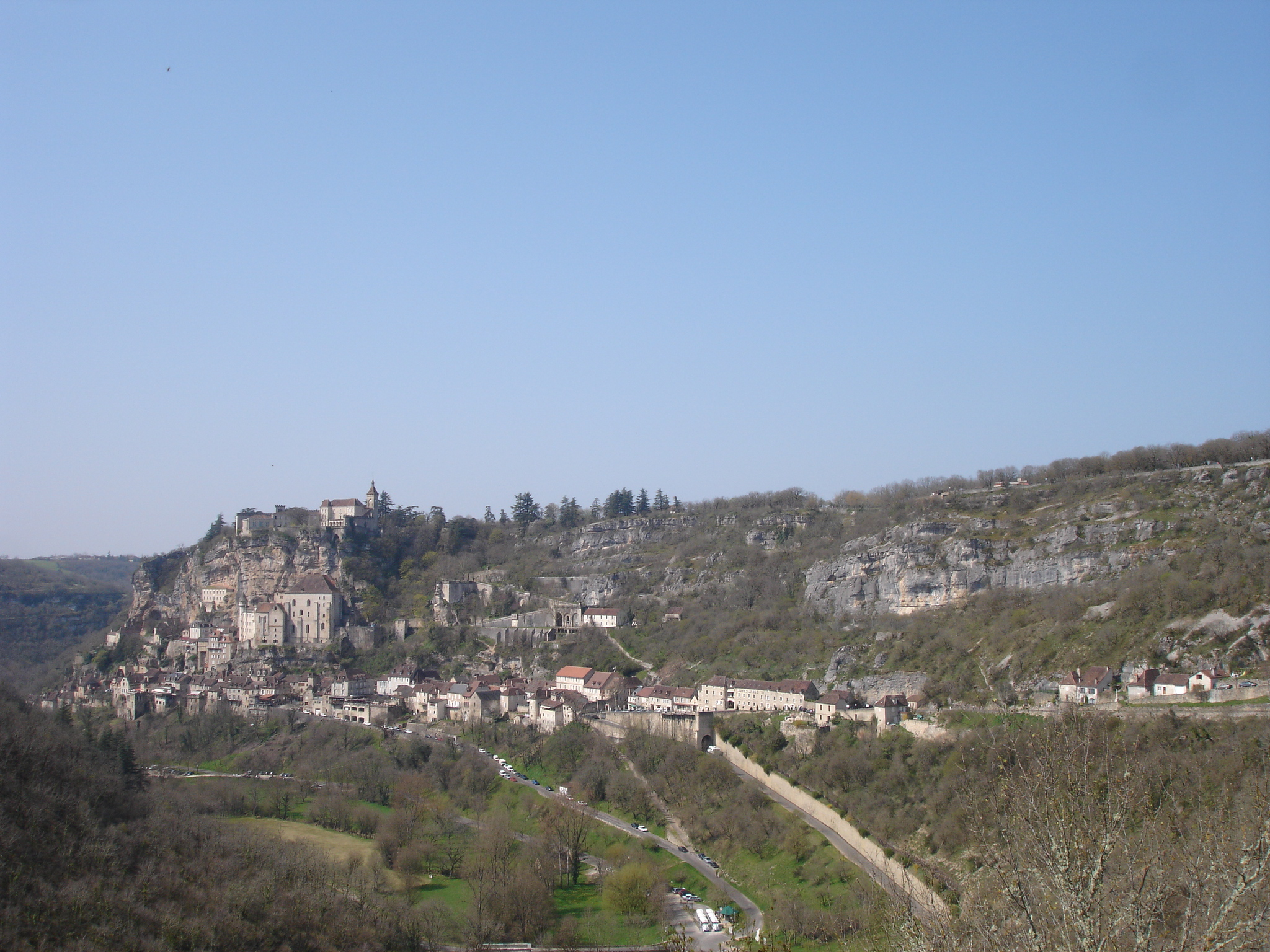
Lorsque la durée du Grand Pardon était limitée, la difficulté de son accessibilité vers la chapelle Notre-Dame était considérable, en raison de sa situation géographique et de l'abondance de pèlerins.

Grâce au mandement de l'évêque, publié dans un livre en 1834, ce Grand Pardon était assez précisé. Avant de présider celui-ci, l'évêque de Cahors reçut les brefs du pape Alexandre VII autorisant le jubilé et expédiés en février[al 10]. Puis, le 9 juin, il fit publier son mandement selon lequel le jubilé durait huit jours, à savoir en manière de l'octave. Toutefois, les fidèles ne pouvaient obtenir l'indulgence plénière qu'au dimanche 27 juin, à la fête de saint Pierre et saint Paul ainsi que le jour de clôture, le 1er juillet, à partir des premières vêpres de la veille jusqu'au coucher du soleil[al 10]. Si l'on ne peut pas connaître exactement le nombre de pèlerins aux jubilés de Rocamadour, leur affluence à l'année 1666 a bien été documentée. On estima qu'il y eut cent mille pèlerins au total formant quatre kilomètres de foule jusqu'au sanctuaire. Ainsi, accompagnés de leur curé, deux cents fidèles de Caussade y arrivèrent à pied, après trois jours de pèlerinage[17]. Cet enthousiasme remarquable était vraisemblablement le résultat d'une amplification considérable de la légende de saint Amadour dans de nombreux documents littéraires au XVIIe siècle[bb 1].
- 1734 : présidé par l'évêque Henri de Briqueville de La Luzerne ?
Il est difficile à reconnaître ce jubilé à Rocamadour, faute de document disponible[18].
- 1899 (au lieu de 1886 sous l'épiscopat de Pierre-Alfred Grimardias) : du 1er mai au 1er novembre[19], présidé par l'évêque Émile-Christophe Enard[19],[13]
Autorisé par le pape Léon XIII, le jubilé dura six mois. Notamment quelques grandes fêtes furent organisées les 8, 14 et 17 septembre[19]. En souhaitant que tous les fidèles de son diocèse assistent au Grand Pardon, l'évêque consacrait sa lettre pastorale du Carême à ce sujet, en bénéficiant de ses études approfondies. Des documents, y compris la Croix, annonçaient la participation de nombreux évêques, en faveur de l'évênement[12].
- 1943 : du 1er mai au 31 octobre[20], présidé par l'évêque Paul Chevrier ?
Certes, la Deuxième Guerre mondiale se continuait. Non seulement le jubilé devait respecter l'année sainte mais également coïncidait avec l'arrivée de l'armée allemande à Cahors, à partir de novembre 1942[21]. Cependant, en faisant célébrer la clôture solennelle de l'année jubilaire, à la cathédrale de Lisbonne le 31 octobre 1942, en faveur du 25e anniversaire des apparitions de Notre Dame de Fátima[22], il ne demeurait aucune raison pour que le pape Pie XII renonce au Grand Pardon de Rocamadour. Cette année-là, les fidèles prièrent notamment en faveur de la libération de la France, et le Grand Pardon fut suivi de l'année d'actions de grâces 1945[23]. D'ailleurs, le souverain pontifie avait autorisé ce Grand Pardon de la fête de saint Jean-Baptiste ailleurs, par exemple, à Saint-Étienne[24], et surtout à la primatiale Saint-Jean de Lyon[25],[26].

## Années supplémentaires
Comme le Grand Pardon de Rocamadour n'a lieu que tous les cent quarante ans, un grand nombre de fidèles ne peuvent pas bénéficier de cet événement et des indulgences qui lui sont liées. Le prochain jubilé n'arrivera qu'en 2083. C'est pourquoi une année supplémentaire peut être autorisée. Toutefois, afin d'obtenir une autorisation du pape, il faut plusieurs étapes : le recteur de Rocamadour doit exprimer son intention à l'évêque de Cahors ; il faut que ce dernier obtienne l'accord de tous les prêtres de son diocèse, avant d'envoyer une demande au Saint-Siège ; le Vatican examine les documents, avant sa décision finale ; enfin, le pape autorise ou non le jubilé.
- 2000 : du dimanche 25 juin au dimanche 10 septembre, présidé par l'évêque Maurice Gaidon
Le premier Grand Pardon de Rocamadour particulier eut lieu en 2000. Avant que ce Grand jubilé de l'an 2000 n'arrive, Mgr Maurice Gaidon, étroitement lié au sanctuaire, souhaitait une célébration du jubilé à Rocamadour, conservant la tradition et le droit du Grand Pardon. Et l'évêque réussit à obtenir l'autorisation du pape Jean-Paul II. Le jubilé eut lieu le dimanche 25 juin 2000, le lendemain de la fête de saint Jean-Baptiste, en présence de Mgr Baldelli, nonce apostolique en France. En qualité de représentant du pape, ce futur cardinal lut un message de Jean Paul II. Six cents fidèles, bénéficiant de l'indulgence, assistèrent à la messe dominicale du jour de l'inauguration ainsi qu'à la procession. De surcroît, une conférence concernant ce sujet fut tenue le même jour, à l'initiative de Georges Passerat, prêtre et professeur de l'Institut catholique de Toulouse[28],[29].

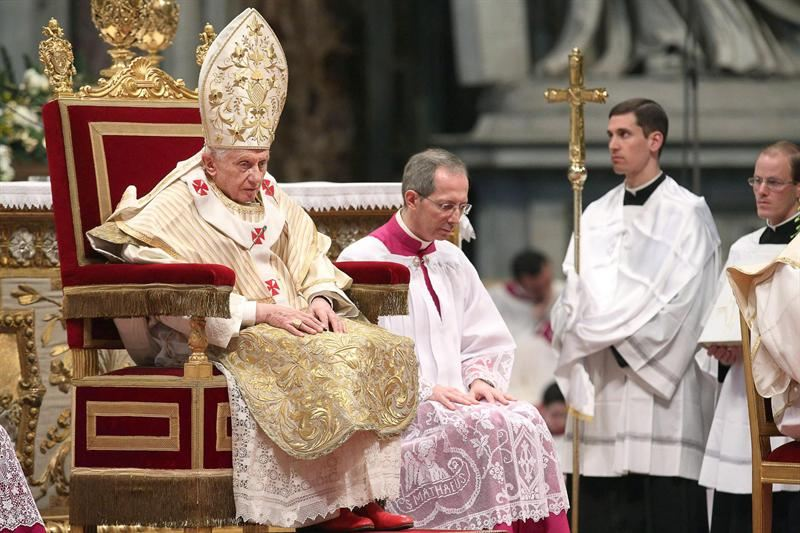
Le Grand Pardon de Rocamadour de 2013 est le dernier jubilé que le pape Benoît XVI ait autorisé (pape en janvier 2013).

- 2013 : du lundi 25 mars au dimanche 8 décembre, pour célébrer le centenaire de la basilique mineure, érigée le 10 juin 1913[27] ; présidé par Mgr Norbert Turini[13]
Cette année-là, le sanctuaire ainsi que le diocèse souhaitaient la célébration du millénaire de la cité de Rocamadour d'après la tradition, et avec une grande solennité. Étant donné qu'il faut des bases concrètes afin d'obtenir l'autorisation d'un jubilé, une demande d'approbation fut expédiée au Vatican l'année précédente, en précisant le premier centenaire de Saint-Sauveur, érigée en basilique mineure par le pape saint Pie X en 1913[27]. Or, la demande risquait de ne pas être accordée, à cause de l'annonce du pape Benoît XVI du 11 février de sa renonciation. Le recteur de Rocamadour reçut finalement, le 19 février, son approbation datée de Rome le 12 février, signée par Benoît XVI, encore en fonction. Le souverain pontifie souhaitait cependant, que la basilique soit affiliée à la basilique Sainte-Marie-Majeure de Rome, l'une des plus anciennes basiliques du monde consacrées à la Vierge Marie, et que le sanctuaire établisse un lien sûr entre ces deux établissements[27]. Le jour de clôture avait été fixé au 8 décembre, fête de l'Immaculée Conception. La cérémonie de clôture fut présidée par Mgr Ventura, nonce apostolique en France[30].

## Indulgence plénière

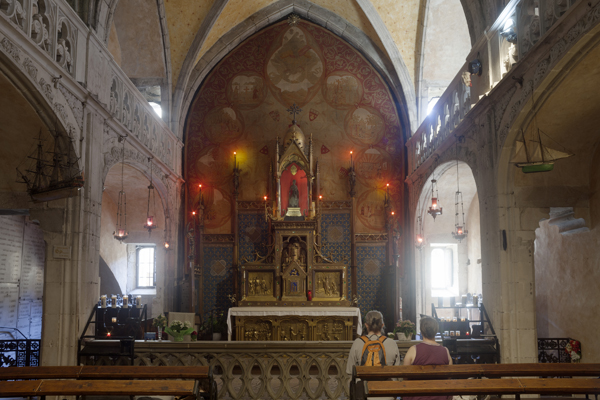
La taille de la chapelle Notre-Dame de Rocamadour est si modeste qu'afin d'obtenir l'indulgence, les fidèles puissent confesser et assister à une messe à l'extérieur, mais il faut prier dans cette chapelle.

Le Grand Pardon, tout comme sa signification, se distingue de l'indulgence plénière accordée par le pape et l'évêque de Cahors. Ainsi, en 1666, afin que les fidèles puissent obtenir ce grand pardon, il fallait :
- dates (durant 8 jours de jubilé, 3 jours réservés)
  - au dimanche 27 juin 1666 ou
  - au mardi 29, fête de saint Pierre et saint Paul ou
  - au jour d'octave (clôture), 1er juillet (ou 30 juin ?)
- temps
  - depuis les premières vêpres la veille jusqu'au coucher du soleil (24 heures environ)
- à condition des
  - deux sacrements, confession et communion
  - à la sainte chapelle de Notre-Dame de Roc-Amadour, prier Dieu pour la concorde des princes chrétiens, l'extirpation des hérésies, ainsi que l'exaltation de l'Église.

La prière en faveur de la concorde des souverains chrétiens exprime effectivement l'origine de ce jubilé, qui est la guerre de Cent Ans. Une autre différence se trouve dans le lieu de culte, en comparaison du jubilé du Puy-en-Velay. Pour ce dernier, avec sa grande cathédrale, la messe y était normalement assurée, en augmentant le nombre d'autels. Au contraire, la chapelle Notre-Dame était trop petite pour que de nombreux fidèles assistent à la célébration. On pouvait aller à la messe ailleurs.